# اسکندر (ازبکستان)
اسکندر (به ازبکی: Iskandar) یک منطقهٔ مسکونی در ازبکستان است که در شهرستان بستان‌لیق واقع شده‌است. اسکندر ۲۶٬۱۶۱ نفر جمعیت دارد.